# Независимая партия мелких хозяев
Независимая партия мелких хозяев, аграрных рабочих и граждан (венг. Független Kisgazda, Földmunkás és Polgári Párt) — политическая партия в Венгрии. На выборах в законодательные органы Венгрии в 2010 году партия не получила мест.

## История

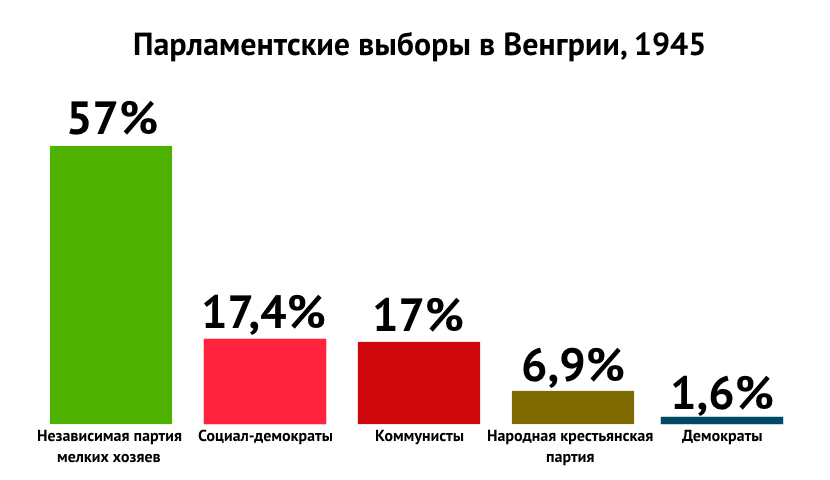
Парламентские выборы в Венгрии (1945)

Первоначально основанная в 1908 году, партия была восстановлена 12 октября 1930 года. Она выиграла на первых выборах после Второй мировой войны, заняв большинство мест в парламенте, и её лидер, Золтан Тилди, стал премьер-министром Венгрии. Тилди занимал должность премьер-министра в 1945—1946 гг. и президента в 1946—1948 гг. в послевоенный период, вплоть до перехода власти к ВПТ.
В 1947 году Венгерская коммунистическая партия произвела государственный переворот. Видные политические деятели партии мелких фермеров были или арестованы, или вынуждены покинуть страну.
В 1949 году партия вошла в Народный Независимый Фронт Венгрии во главе с ВПТ. Последний победил на выборах, проведенных в том же году (начало явного коммунистического правления в Венгрии). Независимая партия мелких хозяев была самоликвидирована.
Независимая партия мелких хозяев была восстановлена в 1988 году. Некоторое время под руководством Йожефа Тордьяна, известного своим популистским и скандальным имиджем, была одной из ведущих партий страны (11,74 % на выборах 1990 года, 13,78 % на выборах 1998 года). Однако её электорат был перехвачен старшими партнёрами по правительственной коалиции 1998—2002 годов — стремительно правеющей партией Фидес — Венгерский гражданский союз, — и поддержка НПМХ сошла на нет.
В выборах в парламент в 2006 году участвовала в предвыборном списке вместе с Йоббиком.

## Лидеры партии (1945—1949; 1956; 1988—н.в.)
| Лидер                                                       | Даты                       |
| ----------------------------------------------------------- | -------------------------- |
| Золтан Тилди                                                | 1945—1947                  |
| Иштван Доби                                                 | 1947—1949                  |
| В 1949—1956, Венгрия — однопартийный коммунистический режим |                            |
| Бела Ковач                                                  | 30 октября — 7 ноября 1956 |
| В 1956—1988, Венгрия — однопартийный коммунистический режим |                            |
| Иштван Препелицаи                                           | 1988—1990                  |
| Ференц Йожеф Надь                                           | 1990—1991                  |
| Ференц Йожеф Надь и Йожеф Тордьян                           | 1991                       |
| Йожеф Тордьян                                               | 1991—2002                  |
| Миклош Рети                                                 | с 2002                     |